# ヘッドフォンの中の世界
ヘッドフォンの中の世界（ヘッドフォンのなかのせかい）は、日本の3人組バンド。Polydor Records（ユニバーサル ミュージック）所属。

## 概要
- 2021年にデビューした匿名ユニット[1]
- デビュー曲「僕の生きがい」がTBSドラマ『この初恋はフィクションです』に抜擢され、Youtubeで400万回再生を記録した。

## メンバー
- KAEERU：ボーカル・作曲[2]
- 貝柱アオ：作曲[2]
- A dog's pet：作詞[2]

## 来歴
- 2021年12月8日 - 「僕の生きがい」でデビュー。[1]

## ディスコグラフィ

### デジタル配信
- 僕の生きがい（2021年12月8日）[1]
- それでも春夏秋冬（2022年11月30日）[1]
- その他大勢（2023年5月8日）[1]
- Friday overnight（2023年5月17日）[1]
- 引き算の美学（2023年11月26日）[1]
- 好きって何だ?（2023年12月4日）[1]

## タイアップ一覧
| 使用年 | 曲名             | タイアップ                                            |
| ------ | ---------------- | ----------------------------------------------------- |
| 2021年 | 僕の生きがい     | TBSよるおびドラマ『この初恋はフィクションです』主題歌 |
| 2022年 | それでも春夏秋冬 | TBSよるおびドラマ『差出人は、誰ですか?』主題歌        |
| 2023年 | Friday overnight | フジテレビ『オールナイトフジコ』テーマソング          |
| 2023年 | その他大勢       | テレビ東京ドラマ『好感度上昇サプリ』主題歌            |
| 2023年 | 好きって何だ?    | TBSよるおびドラマ『Maybe 恋が聴こえる』主題歌         |
| 2023年 | 引き算の美学     | テレビ朝日土曜ナイトドラマ『泥濘の食卓』主題歌        |
| 2024年 | Friday overnight | 富士24時間レース 公式応援ソング                       |